# Grange de Pancy
La grange de Pancy est une grange située à Angely, en France.

## Localisation
La grange est située dans le département français de l'Yonne, sur la commune d'Angely.

## Historique
L'édifice est inscrit au titre des monuments historiques en 1991.

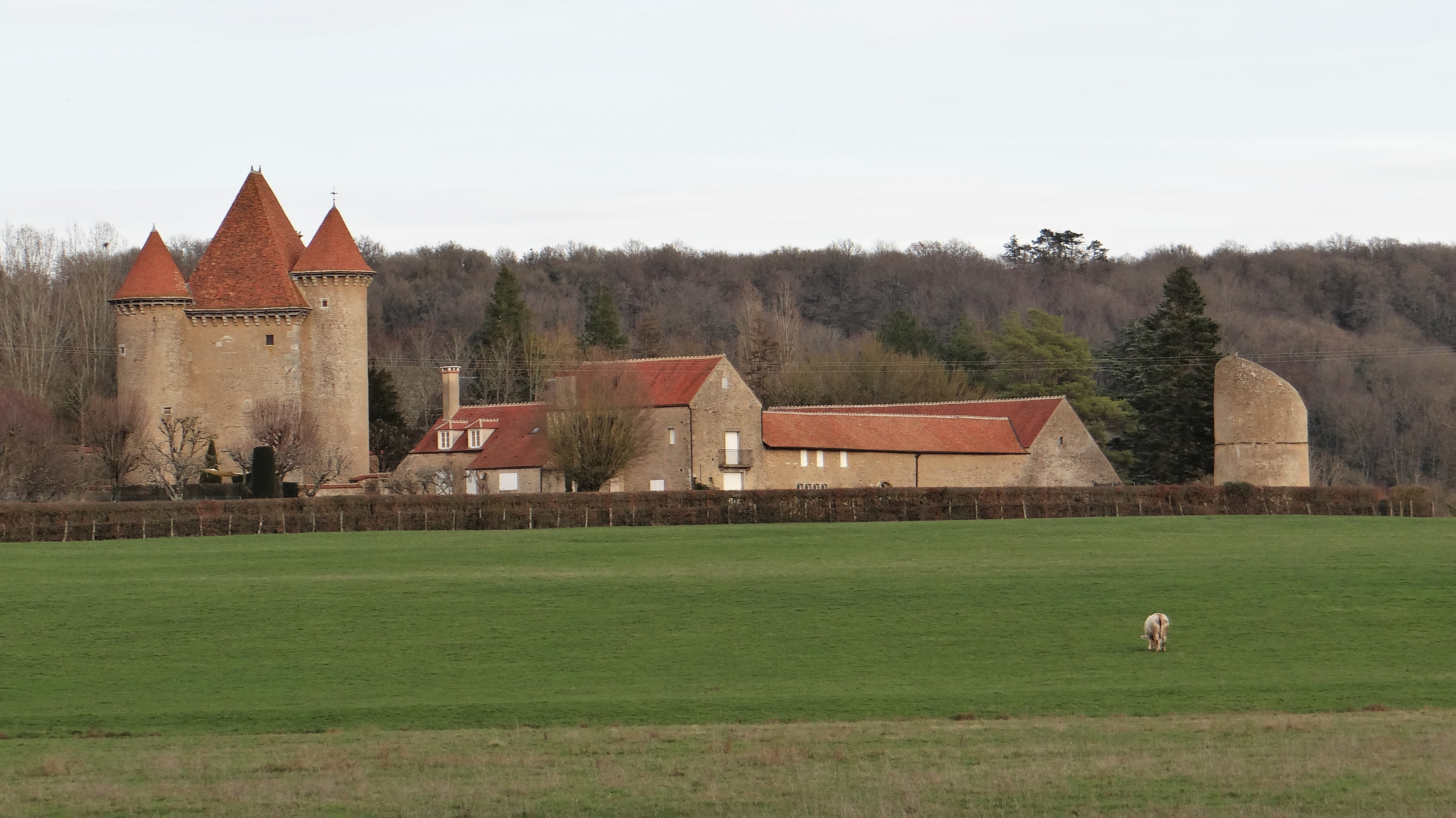
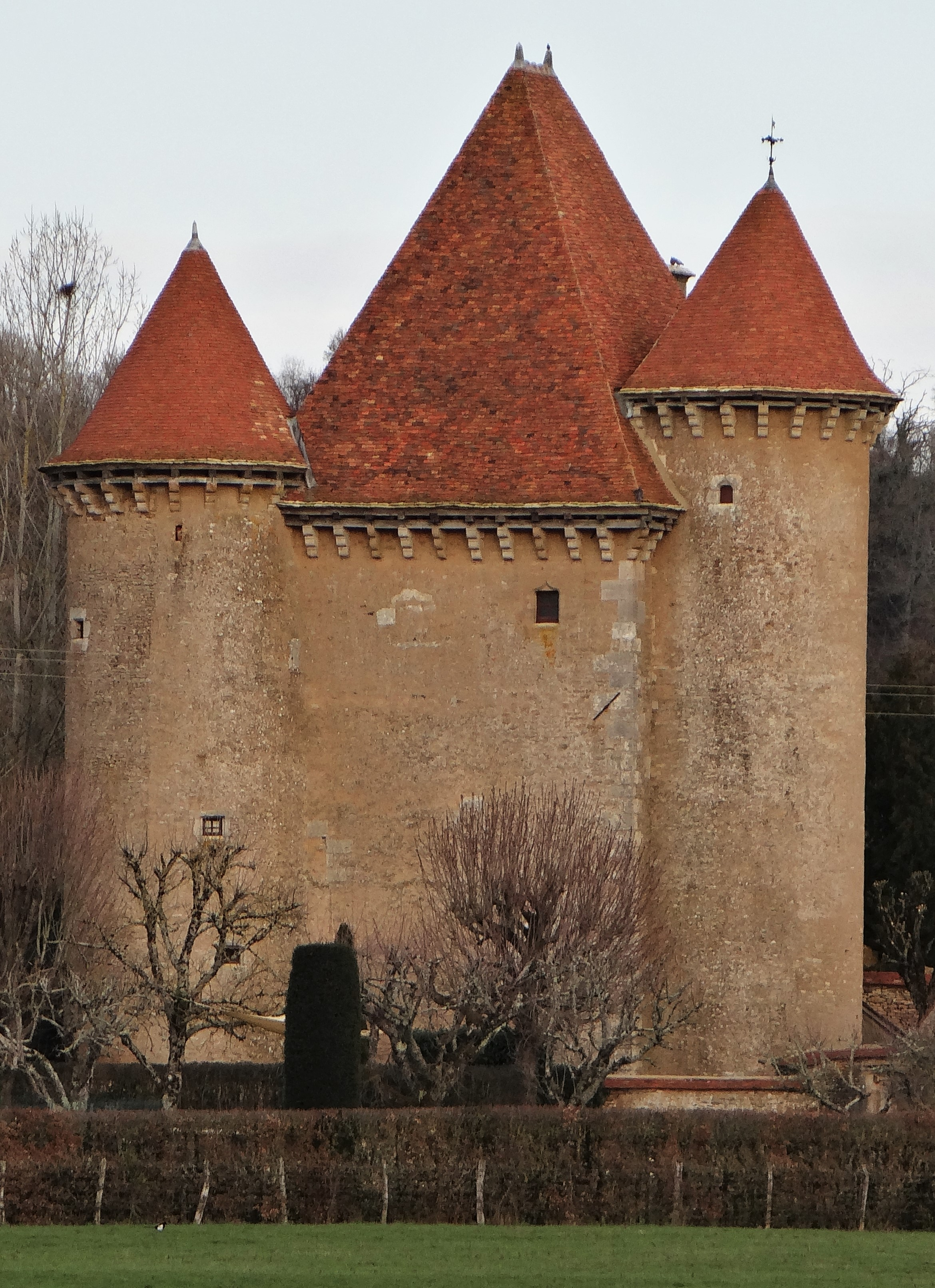
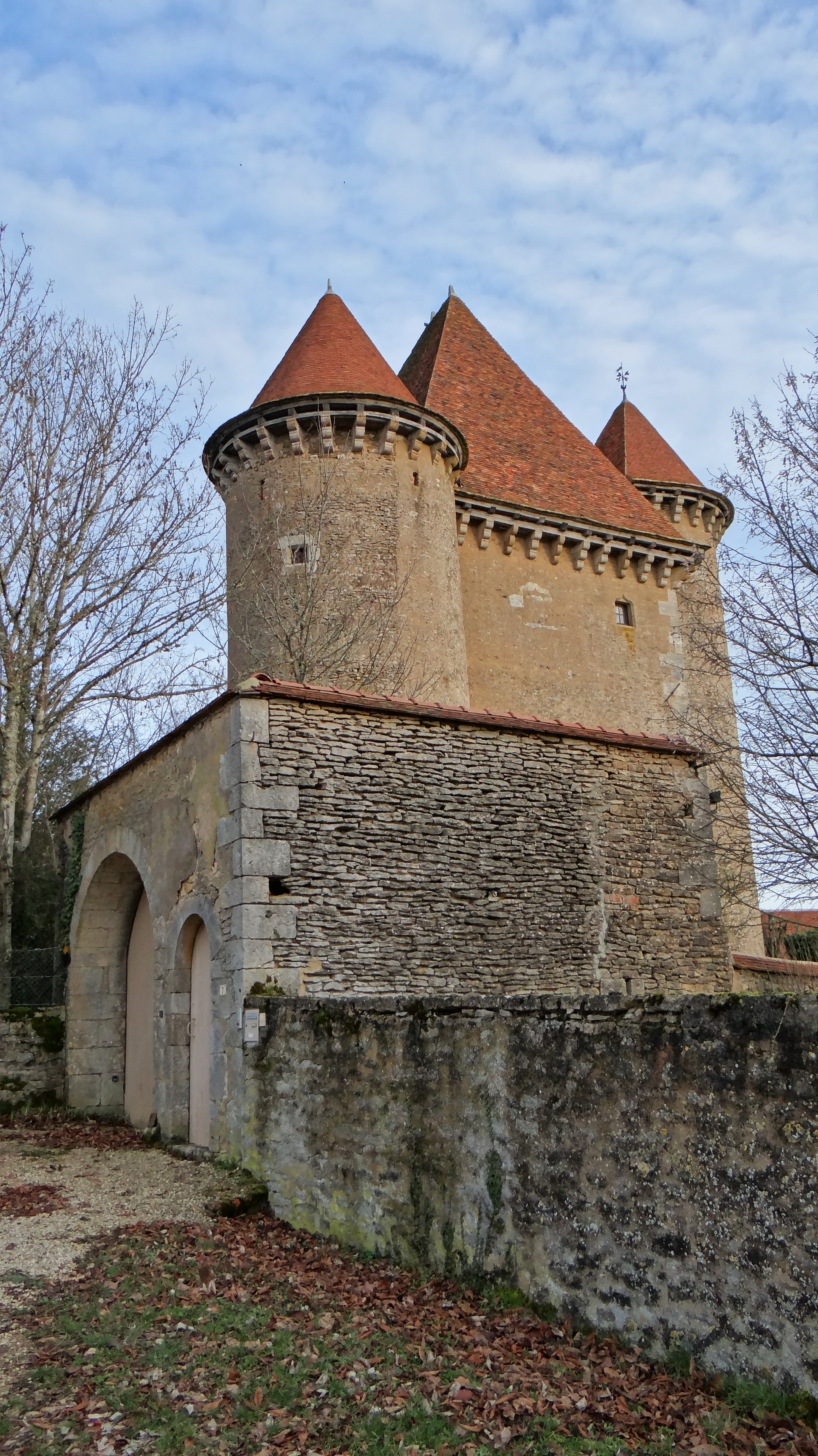